# Jaroslav Jeřábek
Jaroslav Jeřábek (* 2. April 1971 in Louny, Tschechoslowakei) ist ein ehemaliger slowakischer Radrennfahrer und nationaler Meister im Radsport.

## Sportliche Laufbahn
Jeřábek war Teilnehmer der Olympischen Sommerspiele 1992 in Barcelona für die Tschechoslowakei. Dort startete er im Sprint, konnte sich aber beim Sieg von Jens Fiedler nicht platzieren. 2000 startete er für die Slowakei bei den Sommerspielen in Sydney im Keirin und im Teamsprint. Bei den Sommerspielen 2004 in Athen war er ebenfalls im Keirin und im Teamsprint am Start.
Als Junior gewann er 1989 die Silbermedaille bei den UCI-Bahn-Weltmeisterschaften der Junioren im Sprint hinter Gianluca Capitano. 1990 und 1992 siegte er in der nationalen Meisterschaft im Sprint in Tschechien. 2004 siegte er in der Meisterschaft der Slowakei ebenfalls im Sprint. 2000 gewann er den Grand Prix Kopenhagen. 1990 und 1991 war er im Grand Prix Brno erfolgreich. 2004 gewann er den Großen Preis der Slowakei.